# Willy Kölker

Willy Kölker, etwa 1915

Willy Kölker (* 9. April 1893 in Iserlohn; † 10. Juli 1980 ebenda) war ein deutscher Jagdflieger, Kaufmann, Politiker und Offizier der Fliegertruppe. Er erzielte 22 bestätigte Abschüsse im Ersten Weltkrieg. Er war Leutnant der Preußischen Armee, Hauptmann der Reserve der Reichswehr der Weimarer Republik sowie Major der Reserve der Wehrmacht.

## Herkunft, Jugend und Ausbildung
Willy Kölker war der zweite Sohn des Fabrikanten Dietrich Wilhelm Julius Kölker und dessen erster Ehefrau Wilhelmine Henriette Emma, geborene Graumann. Der Vater, Julius Kölker, war einer der relativ seltenen wirtschaftlichen „Emporkömmlinge“. Willy Kölkers älterer Bruder, Julius Kölker, war Gauschulungsleiter im NS-Gau Köln-Aachen und Leiter der NS-Ordensburg Vogelsang. Ein Vetter war der NS-Kreisleiter Hein Diehl.
Kölker besuchte das Iserlohner Realgymnasium (heute: Märkisches Gymnasium Iserlohn), wo er auch 1912 sein Reifezeugnis erwarb. Er begann eine kaufmännische Lehre im Kontor der Schnallenfabrik seines Großvaters, Heinrich Wilhelm Graumann. Während seiner Ausbildung begann er sich sehr für Politik zu interessieren. Er wurde Mitglied im Deutschnationalen Handlungsgehilfen-Verband (DHV).

## Erster Weltkrieg
Von 1912 bis 1914 diente er im Infanterie-Regiment „Freiherr von Sparr“ (3. Westfälisches) Nr. 16 der Preußischen Armee. Als Fähnrich schied er 1914 aus dem aktiven Truppendienst aus. Unmittelbar nach Ausbruch des Ersten Weltkriegs meldete er sich erneut zu den Fahnen. Er wechselte von der Infanterie zur Fliegertruppe und machte eine Ausbildung als Pilot in der Flieger-Ersatzabteilung 5. Als Jagdflieger diente er in der Flieger-Schutzstaffel 3, über die er nach seinem 8. Luftsieg zur Jagdstaffel 12 kam. Dort lernte er auch seinen späteren Trauzeugen, Paul Billik, kennen. Nachdem Paul Billik im Dezember 1917 die Leitung der Jagdstaffel 52 übertragen wurde, bewarb sich Kölker um den Posten als stellvertretender Geschwaderkommodore unter Billik. Nachdem er selbst 22 bestätigte Abschüsse tätigte, wurde er zum Kriegsende abgeschossen und kam in britische Kriegsgefangenschaft, aus der er de jure Neujahr 1920 entlassen wurde. De facto aber war er zumindest seit wenigstens Ostern 1919 auf „freiem Fuße“.

## Nachkriegsjahre
Während des Krieges und in der Nachkriegszeit war der Absatzmarkt für Damenkleidung eingegangen, da die Leute sich jetzt auf wesentliche, grundlegende und lebensnotwendige Güter zu besinnen hatten, denn die Zeit vom Zusammenbruch 1918 bis zur Machtergreifung 1933 war in der Sauerländer Industrie weniger gekennzeichnet durch einen Strukturwandel als durch starke Konjunkturschwankungen und Krisen. Diese führten zu einer Reihe von Konkursen und Übernahmen, von denen auch die väterliche Fabrik nicht verschont wurde, aber auch zum Aufkommen neuer Branchen, die jedoch meist nicht lange überlebten.
Als sein bisher vom preußischen Militarismus geprägtes Leben durch das Ende des Krieges ein abruptes Ende finden sollte, ließ Kölker sich vorerst auf ein ziviles Leben ein. Er merkte aber wohl bald, dass ihm ein Leben außerhalb des Militärs nicht zusagte. Daher folgte er erneut dem „Ruf zur Fahne“, wie er es selber nannte, und wurde im Freikorps aktiv. Kölker wurde Leutnant und Detachement-Führer im Freikorps Maercker und damit auch 1919 an den Zerschlagungen der Streiks in Halle an der Saale aktiv beteiligt.
Ostern 1920 verlobte er sich mit der Fabrikantentochter Elisabeth Stopfsack. Am 26. Oktober 1921 wurde in Iserlohn die standesamtliche Ehe geschlossen, am gleichen Tage fand auch die kirchliche Eheschließung in der reformierten Kirche zu Iserlohn statt. Trauzeuge war unter anderem Paul Billik.
Im Sommer 1924 trat Willy Kölker der Iserlohner Odd-Fellow-Loge („Westfalia Nr. 1“) bei (Dachverband: Independent Order of Odd Fellows), deren Schriftführer er 1925 wurde.
Zum 31. Dezember 1931 kündigte er seine Mitgliedschaft bei den Odd-Fellows.
In den 1920er Jahren leistete Kölker zahlreiche Wehrübungen ab. 1924 wurde er zum Oberleutnant d. R. befördert, 1926 zum Hauptmann d. R., 1933 zum Major d. R.

## Nationalsozialismus
Kölker stammte aus einem antisemitischen Elternhaus und verstärkte während seiner Zeit im Deutschnationalen Handlungsgehilfen-Verband seine sozialen, religiösen und ethnischen Vorurteile. Zum 1. Januar 1932 trat er der NSDAP bei (Mitgliedsnummer 832.087) und nutzte seine Popularität als Fliegerass und Leutnant d. R. für seine politischen Zwecke. Am 12. März 1933 kandidierte er für die Stadtverordnetenversammlung. Er wurde Ortsgruppenleiter der NSDAP-Ortsgruppe Iserlohn-Bömberg (Dienststelle: Vinckestraße 8). 1933 war er Fraktionsführer der NSDAP in  der Stadtverordnetenversammlung.
1935 wurde er nach Enteignung Geschäftsführer des Kaufhauses Böcher, ehemals das jüdische Pelz- und Modekaufhaus Alsberg (Unnaer Str. 5 – 7, Iserlohn). Bei der Kirchenwahl im Juli 1933 kandidierte er erfolgreich für die Liste Deutsche Christen. Zur nächsten Wahlperiode kandidierte er wieder, diese Wahl scheiterte aber. Als Konsequenz trat er aus der Kirche aus.
Sein Sohn, Willi Kölker junior, diente von 1942 bis 1945 unter Generaloberst Kurt Student, einem guten Freund und Kriegskameraden von Willy Kölker senior, als Fahnenjunker-Oberjäger in der 1./Fallschirmjägerregiment 9.

## Nach 1945
Im Zuge der Entnazifizierung befand er sich etwa drei Monate in Internierungshaft im „Civil Internment Camp (CIC)“ Nr. 7, Camp Roosevelt in Hemer, anschließend weitere 3 ½ Monate im Strafvollzugslager im ehemaligen KZ Esterwegen. Die Spruchkammer legte ihm lebenslanges Berufsverbot auf, an welches er sich nicht hielt.
Willy Kölker wurde 1947 Geschäftsführer der Tabakwarengesellschaft Hadamzik, wo 1951 eine fristlose Kündigung wegen Unterschlagungen folgte. Noch 1951 wurde er 2. Geschäftsführer der „Deutsche Tabakwaren AGmbh“. Hier verlor er seine Anstellung, als man von seinem von der Spruchkammer verhängten Berufsverbot erfuhr.

## Auszeichnungen
militärische Auszeichnungen:
- Preußisches Militär-Flugzeugführer-Abzeichen
- Eisernes Kreuz (1914) II. und I. Klasse
- Ritterkreuz des Königlichen Hausordens von Hohenzollern mit Schwertern
- Ehrenbecher für den Sieger im Luftkampf
- Ehrenkreuz für Frontkämpfer

paramilitärische Auszeichnungen:
- Deutschritter-Kreuz
- Grüne Fangschnur mit westfälischem Pferd
- Schlageterschild des Schlageter-Gedächtnis-Bundes e. V.

zivile Auszeichnungen:
- NSDAP-Dienstauszeichnung in Bronze
- Goldenes Parteiabzeichen der NSDAP